# Schillerschule (Radebeul)
Die Schillerschule, ehemals Radebeuler Bürgerschule, steht in der Gemarkung Radebeul der sächsischen Stadt Radebeul, an der Hauptstraße 10. Das Schulgebäude wurde 1877/1878 errichtet und 1901/1902 umgebaut. Nach wechselnden Funktionen befindet sich dort heute die Grundschule „Friedrich Schiller“, in der etwa 250 Schüler in dreizügigen Klassenstufen unterrichtet werden. Neben Ganztags- und Integrationsangeboten können die Schüler auch Englischunterricht ab Klasse 1 wahrnehmen. Darüber hinaus befindet sich in der Schule eine logopädische Beratungsstelle. In der nordwestlichen Ecke des Schulgeländes, hinter der Pestalozzischule, befindet sich der Schillerhort, in dem Kinder im Alter von 6 bis 10 Jahren betreut werden.

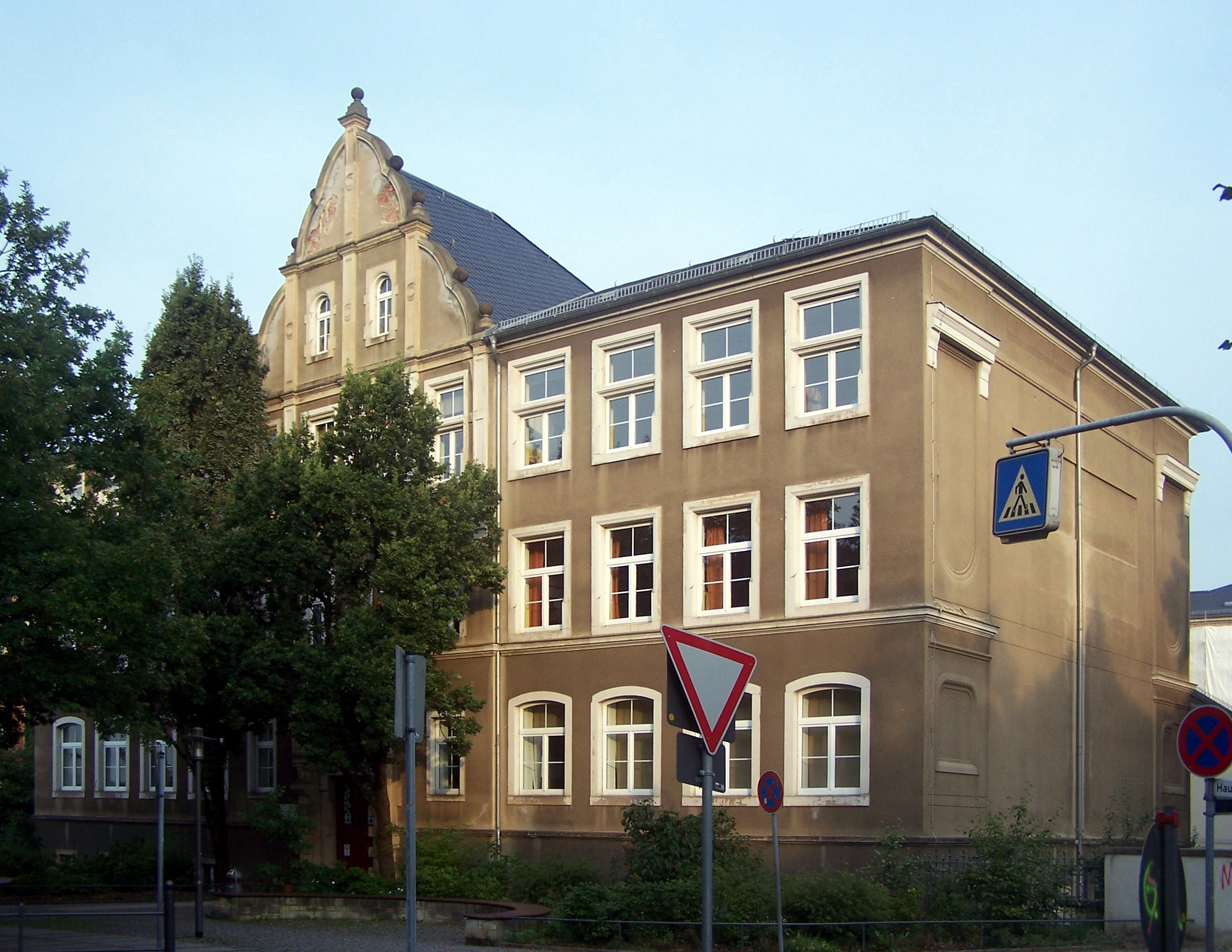
Schillerschule, von Norden her

Nach dem Ersten Weltkrieg erhielt die Schule ihren Namen zu Ehren des bedeutenden Dichters Friedrich Schiller (1759–1805).

## Beschreibung

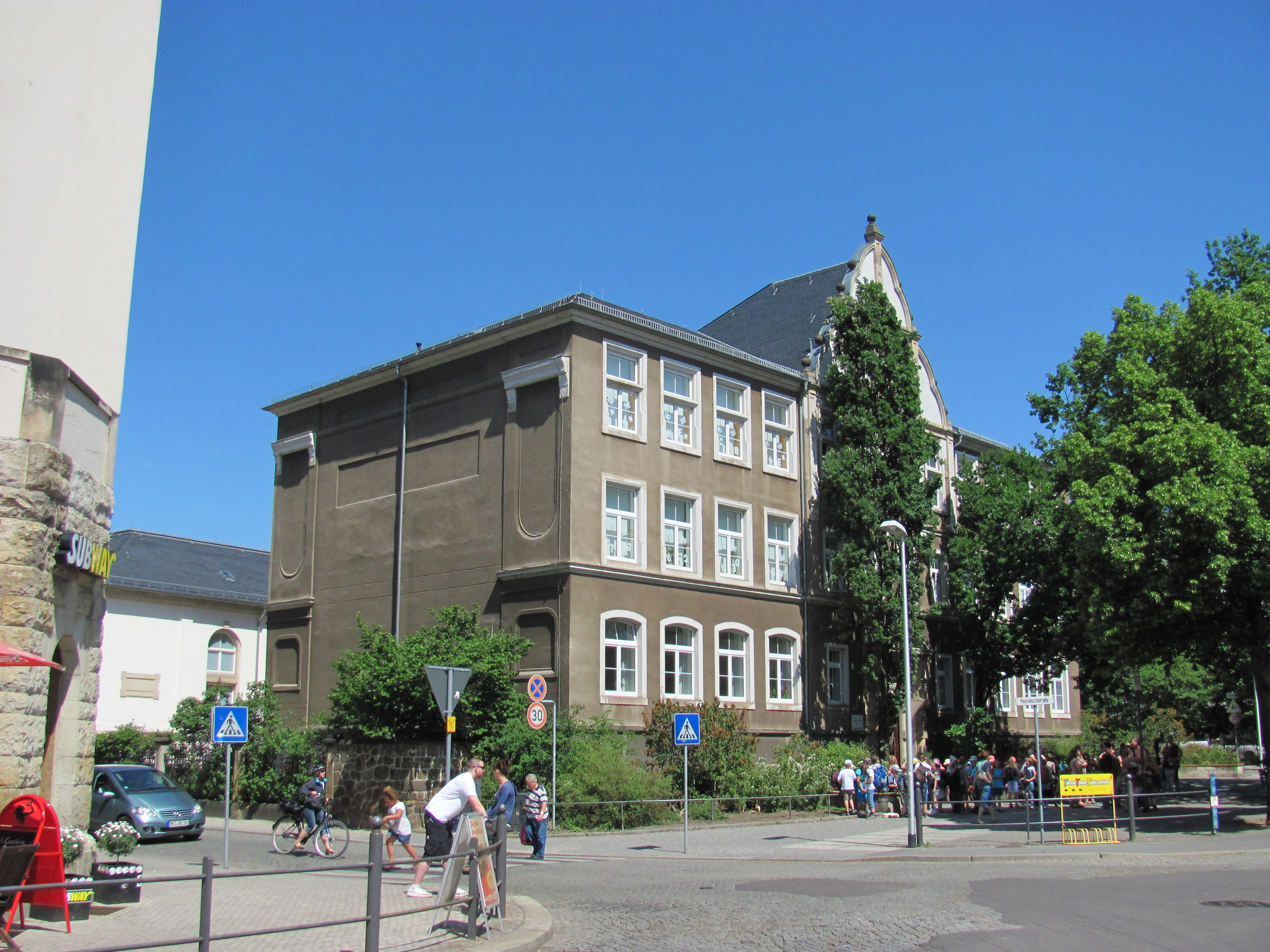
Schillerschule, von Süden her über die Kreuzung Pestalozzistraße. Im Hintergrund die Schulturnhalle, links das Eckhaus der Funkenburg

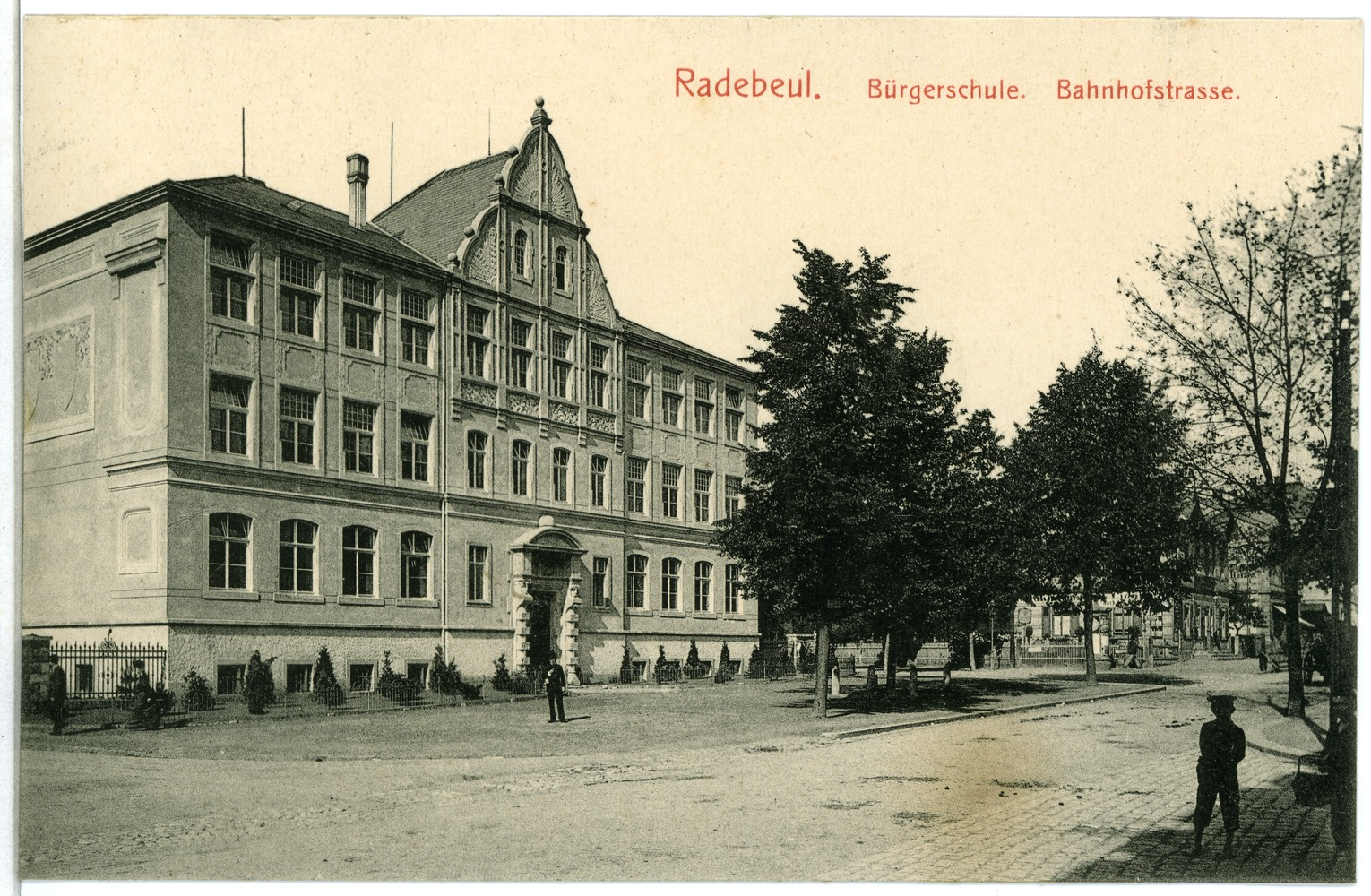
Radebeuler Bürgerschule nach der Aufstockung, 1905

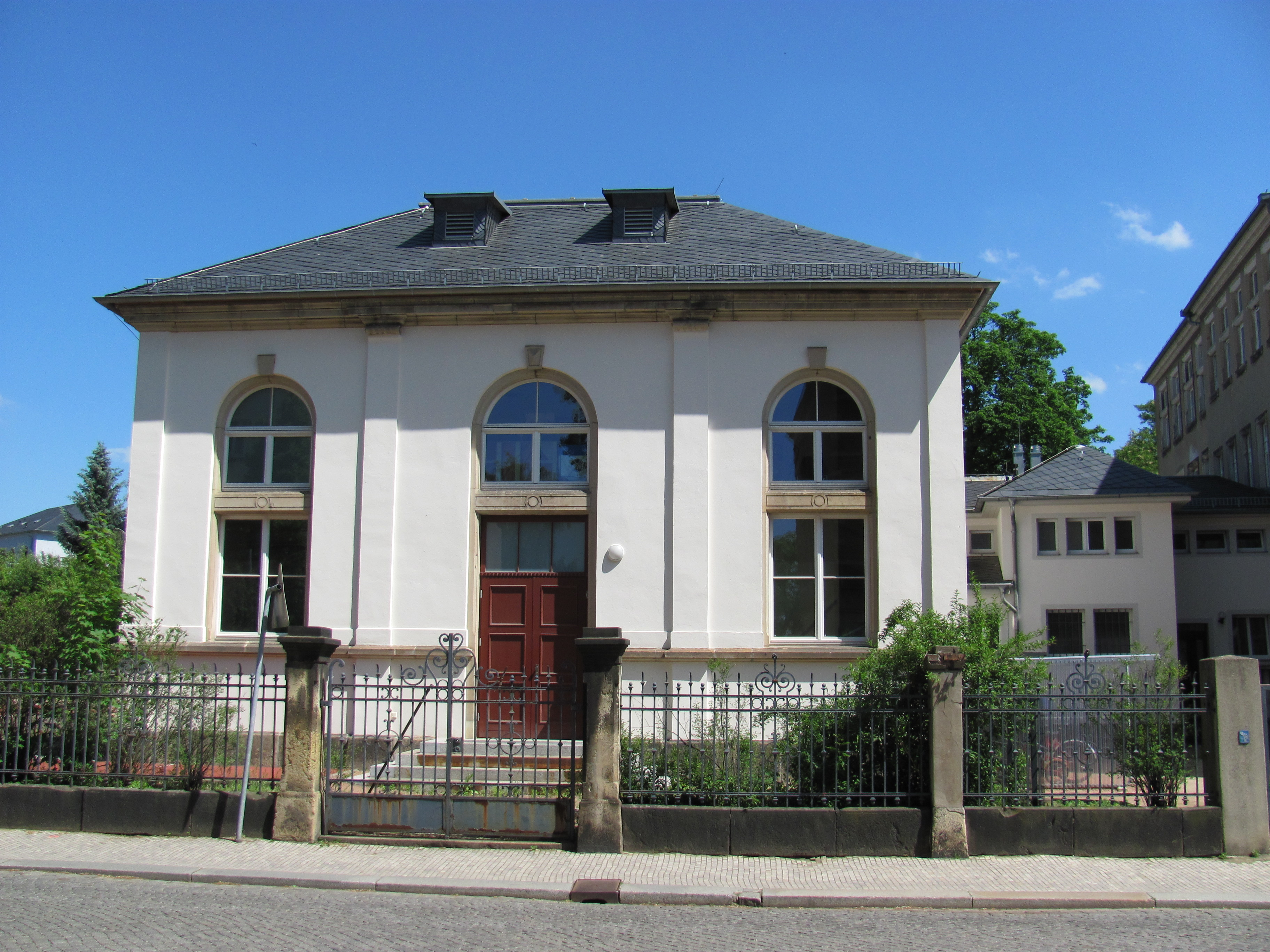
Schulturnhalle zwischen Schillerschule und Pestalozzischule, rechts der Zwischenbau

Die Schule steht mit der Längsseite an der Hauptstraße, auf einem Eckgrundstück zwischen der Pestalozzistraße auf der linken, südlichen Seite und der Gellertstraße auf der rechten, nördlichen Seite. Das Gebäude steht unter Denkmalschutz.
Hinter dem Schulgebäude steht die später errichtete, mit der Einfriedung an der Pestalozzistraße ebenfalls denkmalgeschützte Schulturnhalle, etwa parallel zu dieser und durch einen Zwischenbau verbunden. Hinter der Turnhalle folgt an der Pestalozzistraße ein großer Schulhof, an dem auch die Pestalozzischule liegt.
Der rechteckige Bau mit flachem Walmdach ist in der symmetrischen Hauptansicht zwölf Fensterachsen lang, von denen vier sich in dem Mittelrisalit befinden. In diesem findet sich mittig ein zwei Achsen breites Eingangsportal, das einen Stichbogenabschluss aufweist und von gequaderten Säulen mit weiblichen Kopf-Kapitellen eingefasst wird. Der Risalit wird von einem Staffelgiebel abgeschlossen, der das Dach überragt und von zahlreichen Kugeln bekrönt wird.
Der Putzbau ist im Stil der Neorenaissance ausgeführt. Die Fenster, im Erdgeschoss stichbogig und in den oberen Geschossen rechteckig, werden von Sandsteingewänden eingefasst.

## Geschichte
Nachdem die Radebeuler Kinder seit Anbeginn des Unterrichts im benachbarten Kaditz in der dortigen Kirchschule (siehe auch Alte Schule in Kaditz) unterrichtet worden waren, erhielt Radebeul in den 1870er Jahren einen eigenen Schulbezirk. 1876 erwarb die Gemeinde ein Grundstück in der damaligen Bahnhofstraße, um darauf ihr erstes Schulgebäude zu errichten.
Dieses wurde 1877 durch den Kötzschenbrodaer Baumeister Karl Her(r)mann Wagner entworfen, der sich gegen 13 Mitbewerber um die Ausschreibung erfolgreich durchgesetzt hatte. Zum Umfang des 50.000 Mark teuren Bauvorhabens gehörten zum Schluss nicht mehr die ursprünglich mit ausgeschriebene Turnhalle, die Einrichtung der Klassenzimmer, die Heizung, die Brunnenanlage, die Garteneinrichtung sowie die Einfriedung des Schulgrundstücks. Im Mai 1877 erfolgte die Grundsteinlegung; im Folgemonat verstarb Baumeister Wagner noch vor Fertigstellung des Rohbaus. Als neuer Bauunternehmer wurde Baumeister Bischoff bestimmt, der in der Folgezeit den ursprünglich festgelegten Fertigstellungstermin zum 1. Januar 1878 einhalten konnte.
Am 1. Mai 1878 erfolgte die Einweihung. An dem Tag mussten sich die Schüler morgens zum letzten Mal in ihrer bisherigen Schule in Kaditz einfinden, um dann von ihren bisherigen Kaditzer Lehrern und zwei dortigen Schulvorstandsmitgliedern an die Radebeuler Flurgrenze gebracht zu werden, die kurze Zeit vorher auch zur Schulbezirksgrenze wurde. Dort wurden sie von zwei Radebeuler Schulvorständen und ihren künftigen Lehrern übernommen. Vor der Schule angekommen, erfolgte die Weiherede durch den königlichen Bezirksschulinspektor, der Pfarrer gab seinen Segen, dann durfte die Volksschule aufgeschlossen werden.
Die Schule war ein zweigeschossiges Gebäude mit einem Satteldach. In zweien der vier Klassenzimmer des Erdgeschosses wurden im ersten Schuljahr von zwei Lehrern 126 Kinder unterrichtet. Das dritte Zimmer wurde ab 1881 und das vierte ab 1886 genutzt; vier Lehrer unterrichteten eine achtklassige Schule. Verbunden mit der Industrialisierung Radebeuls war eine stetig wachsende Bevölkerung, so dass 1890 die im ersten Stockwerk der Schule gelegenen, vom Schulvorstand vermieteten Wohnungen zu Klassenzimmern umgebaut werden mussten. Ab 1895 wurden Mädchen und Jungen nach Geschlechtern getrennt unterrichtet.
Im Dezember 1896 wurde die hinter der Schule errichtete Turnhalle eingeweiht, die zehn Jahre vorher aus Kostengründen aus der Ausschreibung gestrichen worden war.
Das 1897 auf dem westlichen Nachbargrundstück errichtete zweite Volksschulgebäude (später Pestalozzischule) erhielt den Status einer einfachen Volksschule, während die bereits seit längerem bestehende Volksschule zur höheren Volksschule beziehungsweise zur Bürgerschule aufgewertet wurde. Diese begann mit fünf wiederum gemischten Klassen. 1900 wurde neben dem 1899/1900 von dem Dresdner Architekten Gustav Haenichen entworfenen Rathaus ein Schulgarten angelegt. Dem Volksschuldirektor Richard Weise unterstanden insgesamt, neben dem Kirchschullehrer/Kantor, neun Lehrer, drei Hilfslehrer, eine Hilfslehrerin, dazu zwei Hilfslehrerinnen für weibliche Handarbeiten, von denen eine auch Kochunterricht gab.
Im Februar 1901 entwarf Haenichen Pläne zum Umbau der Schule, die im Folgejahr ausgeführt wurden. Neben einer Umgestaltung erfolgte dabei auch die Aufstockung auf drei Geschosse; der heutige Schulbau war entstanden. 1904 bestand die Schule aus 14 Klassen, in denen acht Lehrer insgesamt 506 Kinder unterrichteten.
Zu Ostern 1920 wurden die beiden Volksschulen institutionell getrennt; die ältere Schule erhielt den Namen des bedeutenden Dichters Friedrich Schiller (1759–1805). Nach Morzinek erhielt die Schule bereits 1919 Schillers Namen.
Im Jahr 1940 wurde die Schule geschlossen und zu einem Verwaltungsgebäude der Stadtverwaltung umgewidmet; in der Folge war das nur etwa Hundert Meter vom Rathaus entfernte Gebäude Sitz des Wohlfahrts- und Ernährungsamts der Stadt Radebeul. Nach dem Zweiten Weltkrieg zog dort 1946 die Landesfachschule für Dentisten ein und belegte die oberen Räume, während im Erdgeschoss das Dezernat für Handel und Versorgung des Rates der Stadt Radebeul untergebracht war. 1949 wurde das Gebäude geräumt, da es für Schulungszwecke der sowjetischen Besatzungsmacht dienen sollte. Von 1951 bis 1955 war das Institut für Lehrerbildung „Edwin Hoernle“ im Gebäude der Schillerschule untergebracht, bis es in das Steinbachhaus des heutigen Lößnitzgymnasiums umzog. 1954 erhielt die benachbarte Pestalozzischule wegen Platzmangels einige Räume im Hauptstraßengebäude.
Seit 1955 dient das Gebäude wieder als Schule: ab 1959 war dort eine zehnklassige Polytechnische Oberschule (Schiller-Oberschule) untergebracht, seit 1992 ist es die Grundschule „Friedrich Schiller“ für den Stadtteil Radebeul.
In der Kreisdenkmalliste von 1979 war die Schillerschule Bestandteil der denkmalgeschützten Straßenkreuzung Ernst-Thälmann-Straße/Pestalozzistraße, zusammen mit den drei anderen Eckgebäuden (Ernst-Thälmann-Straße 8, 9 und der 2011 abgerissenen Sidonienstraße 1).
Für einen Neubau des Schillerhorts wurde im Jahr 2016 ein Architekturwettbewerb durchgeführt.